# Ophion scutellatus
Ophion scutellatus är en stekelart som beskrevs av Olivier 1811. Ophion scutellatus ingår i släktet Ophion och familjen brokparasitsteklar. Inga underarter finns listade i Catalogue of Life.